# Júszef el-Neszjrí
Youssef En-Nesyri (Fez, 1997. június 1. –) marokkói válogatott labdarúgó, a Fenerbahçe csatára.

## Pályafutása

### Málaga
Miután megkezdte ifjúsági pályafutását a Mohammed VI Labdarúgó Akadémián, En-Nesyri 2015-ben 125 000 eurós díj ellenében csatlakozott a Málaga CF-hez. Eredetileg a Juvenil csapathoz osztották be, majd 2016. április 16-án debütált a másodcsapatban, és gólt szerzett, a Tercera División 3–1-re megnyert idegenbeli mérkőzésén a Guadix CF ellen, a találkozó utolsó gólját jegyezte.
2016. július 8-án remek teljesítményénék köszönhetően a felnőttcsapat edzője Juande Ramos előléptette, és nyolc nappal később, egy 4–0-s barátságos mérkőzésen pályára küldte, ahol két gólt szerzett az Algeciras CF ellen.
2016. augusztus 23-án, miután hat gólt szerzett az előszezonban, En-Nesyrivel megegyeztek, egy 2020-ig szóló szerződéshosszabbításról.
Három nap múlva az RCD Espanyol ellen debütált a csapatban, a 2–2-es bajnoki utolsó 13 percében Keko Gontán-t váltva.
Az első gólját szeptember 20-án szerezte az SD Eibar ellen, amely győztes gólt ért a 2–1-s hazai mérkőzésen.

### Leganés
2018. augusztus 17-én ötéves szerződést írt alá a madridi csapattal.
Három nap múlva debütált idegenbeli környezetben az Athletic Bilbao elleni 2–1-s bajnoki utolsó 5 percében, Guido Carrillo-t váltva.
Az első gólját, pontosabban az első két gólját a kilencedik mérkőzésén szerezte a Copa del Rey-ben a Rayo Vallecano elleni 2–2 során.
2019. február 10-én a Real Betis elleni 3–0-s bajnokin mesterhármast szerzett, érdekesség, hogy ezen a találkozón egyedüli gólszerző volt.
December 13-án lépett pályára 50. alkalommal a Leganés színeiben, a Deportivo Alavés elleni 1–1-s idegenbeli mérkőzésen. Az utolsó meccsét 2020. január 11-én játszotta a Real Murcia elleni győztes mérkőzésen.

### Sevilla
2020. január 16-án szerződtette az andalúz klub a Leganés csapatától 2025 nyaráig. Két nappal később debütált a Real Madrid elleni 2–1-re elvesztett bajnoki második félidejének 66. percében Munir El Haddadi-t váltva.
Február 9-én egy 2–1-es idegenbeli mérkőzésen szerezte első gólját a klub színeiben a Celta de Vigo ellen. 
Az európai kupasorozatban is bemutatkozott az Európa Liga kieséses szakaszának első mérkőzésén a román CFR Cluj ellen, az 1–1-s mérkőzés utolsó 17 percében lépett pályára, és a 82. percben 1–1-re mentette a találkozót.
Március 1-jén duplázott először a csapatban, az Osasuna elleni 3–2-re megnyert bajnokin.
Augusztus 21-én pályára lépett az Európa Liga döntőjében az Inter elleni 3–2-re megnyert mérkőzésén, és ezzel első alkalommal Európa liga győztes lett.
2021. január 9-én klub színekben 50. mérkőzésén mesterhármast szerzett hazai környezetben a Real Sociedad elleni 3–2-s győztes bajnoki 18. forduló - 2020–21-es idényében, három fordulóval később a Cádiz ellen is triplázott.
2022. április 3-án lépett pályára 100. alkalommal a csapatban, a Barcelona vendégeként 1–0-ra elvesztett mérkőzésen.

### Fenerbahçe
2024. július 24-én a török Fenerbahçe öt évre szerződtette, 19,5 millió euróért, megdöntve a Süper Lig átigazolási rekordját.

## A válogatottban

### Marokkó
2016. augusztus 31-én lépett pályára a felnőttcsapatban, egy Albánia elleni gólnélküli mérkőzésen. 2017. január 20-án szerezte első gólját Togó ellen az Afrikai Nemzetek Kupájában.
Képviselte az országot a 2018-as orosz világbajnokságon, és négy évvel később a 2022-es katari világbajnokságon.
A 2018-as világbajnokságon egy meccsen lépett pályára Spanyolország ellen, és gólt is szerzett.
2022. november 10-én Valíd Regragui szövetségi kapitány nevezte a csapat 26-fős keretébe a 2022-es katari világbajnokságra.
December 10-én a Portugália elleni 1-0-s negyeddöntő mérkőzés egyetlen gólját szerezte, amivel csapatát az elődöntőbe juttatta. Ezzel Marokkó lett az első afrikai csapat a vb történetében, akik az elődöntőbe jutottak.

## Statisztika
2023. május 13-i állapot szerint
| Klub             | Szezon           | Bajnokság        | Bajnokság | Bajnokság | Kupa  | Kupa  | Nemzetközi | Nemzetközi | Egyéb | Egyéb | Összes | Összes |
| Klub             | Szezon           | Liga             | Mérk.     | Gólok     | Mérk. | Gólok | Mérk.      | Gólok      | Mérk. | Gólok | Mérk.  | Gólok  |
| ---------------- | ---------------- | ---------------- | --------- | --------- | ----- | ----- | ---------- | ---------- | ----- | ----- | ------ | ------ |
| Málaga           | 2016/17          | La Liga          | 13        | 1         | 2     | 0     | —          | —          | —     | —     | 15     | 1      |
| Málaga           | 2017/18          | La Liga          | 25        | 4         | 1     | 0     | —          | —          | —     | —     | 26     | 4      |
| Málaga           | Összesen         | Összesen         | 38        | 5         | 3     | 0     | —          | —          | —     | —     | 41     | 5      |
| Leganés          | 2018/19          | La Liga          | 31        | 9         | 3     | 2     | —          | —          | —     | —     | 34     | 11     |
| Leganés          | 2019/20          | La Liga          | 18        | 4         | 1     | 0     | —          | —          | —     | —     | 19     | 4      |
| Leganés          | Összesen         | Összesen         | 49        | 13        | 4     | 2     | —          | —          | —     | —     | 53     | 15     |
| Sevilla          | 2019/20          | La Liga          | 18        | 4         | 2     | 0     | 6          | 2          | —     | —     | 26     | 6      |
| Sevilla          | 2020/21          | La Liga          | 38        | 18        | 5     | 0     | 8          | 6          | 1     | 0     | 52     | 24     |
| Sevilla          | 2021/22          | La Liga          | 23        | 5         | —     | —     | 6          | 0          | —     | —     | 29     | 5      |
| Sevilla          | 2022/23          | La Liga          | 29        | 8         | 4     | 4     | 11         | 6          | —     | —     | 44     | 18     |
| Sevilla          | Összesen         | Összesen         | 108       | 35        | 11    | 4     | 31         | 14         | 1     | 0     | 151    | 53     |
| Karrier összesen | Karrier összesen | Karrier összesen | 195       | 53        | 18    | 6     | 31         | 14         | 1     | 0     | 245    | 73     |

1. ↑  Mérkőzése(i) az Európa Ligában
2. ↑  Mérkőzése(i) a Bajnokok Ligájában
3. ↑  Mérkőzése(i) az UEFA-szuperkupában
4. ↑  Mérkőzése(i) a Bajnokok Ligájában: 2 
 Mérkőzése(i) az Európa Ligában: 4
5. ↑  A(z) Bajnokok Ligájában négyszer és a(z) Európa Ligában hétszer lépett pályára
6. ↑  A(z) BL-ben kétszer és a(z) EL-ben négyszer volt eredményes

### A válogatottban
| Válogatott | Év       | Pályára lépés | Gól |
| ---------- | -------- | ------------- | --- |
| Marokkó    | 2016     | 6             | 0   |
| Marokkó    | 2017     | 9             | 1   |
| Marokkó    | 2018     | 7             | 5   |
| Marokkó    | 2019     | 10            | 3   |
| Marokkó    | 2020     | 3             | 2   |
| Marokkó    | 2021     | 5             | 0   |
| Marokkó    | 2022     | 17            | 6   |
| Marokkó    | 2023     | 4             | 0   |
| Összesen   | Összesen | 61            | 17  |

#### Góljai a válogatottban
| #  | Időpont             | Helyszín                                          | Ellenfél                  | Gólok | Eredmény | Kiírás                                    |
| -- | ------------------- | ------------------------------------------------- | ------------------------- | ----- | -------- | ----------------------------------------- |
| 1  | 2017. január 20.    | Stade d'Oyem, Oyem, Gabon                         | Togo                      | 3–1   | 3–1      | 2017-es afrikai nemzetek kupája           |
| 2  | 2018. június 9.     | A. Le Coq Aréna, Tallinn, Észtország              | Észtország                | 3–0   | 3–1      | Barátságos mérkőzés                       |
| 3  | 2018. június 25.    | Kalinyingrád Stadion, Kalinyingrád, Oroszország   | Spanyolország             | 2–1   | 2–2      | 2018-as VB                                |
| 4  | 2018. szeptember 8. | Stade Mohammed V, Casablanca, Marokkó             | Malawi                    | 2–0   | 3–0      | 2019-es afrikai nemzetek kupája-selejtező |
| 5  | 2018. szeptember 8. | Stade Mohammed V, Casablanca, Marokkó             | Malawi                    | 3–0   | 3–0      | 2019-es afrikai nemzetek kupája-selejtező |
| 6  | 2018. november 20.  | Stade Olympique de Radès, Radès, Tunézia          | Tunézia                   | 1–0   | 1–0      | Barátságos mérkőzés                       |
| 7  | 2019. június 28.    | Al-Szalám Stadion, Kairó, Egyiptom                | Elefántcsontpart          | 1–0   | 1–0      | 2019-es afrikai nemzetek kupája           |
| 8  | 2019. július 5.     | Al-Szalám Stadion, Kairó, Egyiptom                | Benin                     | 1–1   | 1–1      | 2019-es afrikai nemzetek kupája           |
| 9  | 2019. november 19.  | Intwari Stadion, Bujumbara, Burundi               | Burundi                   | 2–0   | 3–0      | 2021-es afrikai nemzetek kupája-selejtező |
| 10 | 2020. október 9.    | Stade Moulay Abdallah, Rabat, Marokkó             | Szenegál                  | 2–0   | 3–1      | Barátságos mérkőzés                       |
| 11 | 2020. november 17.  | Stade de la Réunification, Douala, Kamerun        | Közép-afrikai Köztársaság | 2–0   | 2–0      | 2021-es afrikai nemzetek kupája-selejtező |
| 12 | 2022. január 25.    | Ahmadou Ahidjo Stadion, Yaoundé, Kamerun          | Malawi                    | 1–1   | 2–1      | 2021-es afrikai nemzetek kupája           |
| 13 | 2022. június 9.     | Stade Moulay Abdallah, Rabat, Marokkó             | Dél-afrikai Köztársaság   | 1–1   | 2–1      | 2023-as afrikai nemzetek kupája-selejtező |
| 14 | 2022. június 13.    | Stade Mohammed V, Casablanca, Marokkó             | Libéria                   | 2–0   | 2–0      | 2023-as afrikai nemzetek kupája-selejtező |
| 15 | 2022. november 17.  | Sardzsa Stadion, Sardzsa, Egyesült Arab Emírségek | Grúzia                    | 1–0   | 3–0      | Barátságos mérkőzés                       |
| 16 | 2022. december 1.   | Al-Thumama Stadion, Doha, Katar                   | Kanada                    | 2–0   | 2–1      | 2022-es VB                                |
| 17 | 2022. december 10.  | Al-Thumama Stadion, Doha, Katar                   | Portugália                | 1–0   | 1–0      | 2022-es VB                                |

## Sikerei, díjai
- Sevilla
  - Európa Liga: 2019/20,[25] 2022/23
  - UEFA Szuperkupa második helyezett: 2020

### Egyéni
- A Leganés szezon játékosa: 2018–19
- A La Liga hónap játékosa: 2021. január[26]
- A France Football CAF év férfi csapata: 2021[27]